# SN 2007hq
SN 2007hq – supernowa typu Ia odkryta 1 września 2007 roku w galaktyce A001006-1616. W momencie odkrycia miała maksymalną jasność 19,70m.